# Andries Kinsbergen
Andries Kinsbergen, né à Amsterdam le 25 septembre 1926 et mort le 24 juin 2016, est un gouverneur de la province d'Anvers.

## Biographie
Andries Kinsbergen est docteur en droit (VUB). Depuis 1993, il est Ministre d'État.
- 1951 - 1967 : avocat au barreau d'Anvers
- 1959 - 1966 : assistant à la VUB
- 1959 - 1966 : professeur à la Rijkshandelshogeschool à Anvers
- 1966 - 1991 : professeur au RUCA
- 1967 - 1993 : gouverneur de la province d'Anvers

## Distinctions
- 1985 : Docteur honoris causa de l'université d'Anvers[2]